# Thomasreuth
Thomasreuth ist ein Ortsteil der Stadt Eschenbach in der Oberpfalz  im oberpfälzischen Landkreis Neustadt an der Waldnaab. 

## Geographie
Das Dorf liegt zwei Kilometer südöstlich der Kernstadt. Die ehemalige Gemeinde Thomasreuth lag teilweise im Gebiet des heutigen Truppenübungsplatzes Grafenwöhr.

## Geschichte
Die Landgemeinde Thomasreuth wurde 1818 aufgrund des Gemeindeedikts in Bayern eingerichtet. 1933 zählte sie 354 Einwohner. Zur Gemeinde gehörte vor der Erweiterung des Truppenübungsplatzes Grafenwöhr 1936 u. a. der Weiler Netzaberg, das ab 1936 abgelöst wurde; die Bewohner wurden abgesiedelt. Im Jahr 1946 wurde der Rest der Gemeinde Thomasreuth nach Eschenbach in der Oberpfalz eingegliedert. Für die am  Truppenübungsplatz Grafenwöhr stationierten US-Bürger und Soldaten wurde 2008 in Netzaberg eine Siedlung, die Netzaberg Housing Area, errichtet.